# Wladimir Iwanowitsch Wolkonski

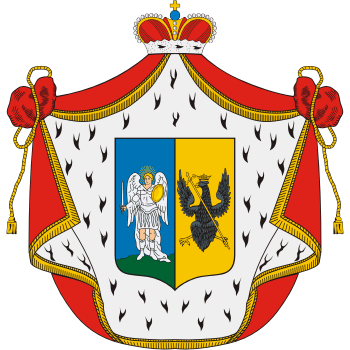
Wappen der Fürsten Wolkonski

Wladimir Iwanowitsch Wolkonski (russisch Владимир Иванович Волконский, * 1640; † 1694) war ein russischer Fürst, Großgrundbesitzer und von 1676 bis 1694 Hofmeister am russischen Zarenhof.

## Leben
W.I. Wolkonski war ab 1676 als Hofbeamter am Hofe des russischen Zaren angestellt. Von 1686 bis 1692 war er Hofmeister und seit 1691 auch Quartier- und Reisemeister. Er diente der Zarin Jewdokia Lukianowna Streschnewa (1608–1645) und ihrem Sohn, dem späteren Zaren  Alexei I. (1629–1679).

## Herkunft und Familie
Knes Wladimir Iwanowitsch Wolkonski stammte aus dem Geschlecht der Rurikiden und zählte zu den Fürsten Wolkonski. Sein Vater war der russische Woiwode Iwan Fjodorowitsch Wolkonski (um 1600–1641), Wladimir war der jüngste Sohn von sieben Söhnen und mit Tatjana Nikiforowna Vyurovskaja  verheiratet. In der männlichen Nachfolge stand Dmitri Wladimirowitsch Wolkonski (1660–1704). Aus dieser Linie entstammen sowohl Dmitri Petrowitsch Wolkonski (1764–1810) als auch  Pjotr Michailowitsch Wolkonski (1776–1852), dem späteren Gründer der baltischen Linie.

## Besitzungen
Durch Erbschaften, Schenkungen, Erwerb und Ankäufe kamen die Wolkonskis zu einem großen Landbesitz und avancierten zu Großgrundbesitzern. 1655 erhielt die Familie kleinere Siedlungen, Lager und Dörfer im Gouvernement Kostroma. Diese Besitzungen vererbte Wladimir Iwanowitsch an seinen Sohn Dmitri und dieser 1709 an seinen Sohn Alexander Dmitriwitsch. 1751 wurden die Güter verkauft.
1657 erbte Wladimir Iwanowitsch von seiner Frau Tatjana die Siedlung Podlipnaja in der Oblast Jaroslawl und die Ortschaft  Susdal im Gouvernement Wladimir. Wladimir übergab seiner Tochter Awdotja als Mitgift die Besitzungen in Susdal. 1677 erwarb die Familie das Gut Kanischtschevo in der Oblast Rjasan und 1695 nahmen sie die Dörfer Sobolewo und Klin in Besitz. Schließlich wurde sie mit den Ortschaften Ostrouchowo, Terechowskoje und Pojarkowo alle in der Oblast Rjasan belehnt.